# Parvis Robert-Badinter
Le parvis Robert-Badinter est une place située porte de Clichy devant la Cité judiciaire de Paris dans le 17e arrondissement de Paris.

## Situation et accès
Le parvis Robert-Badinter est situé avenue de la Porte-de-Clichy entre le boulevard de Douaumont et la rue André-Suarès, devant le tribunal de Paris et la maison de l'ordre des avocats dans le quartier des Batignolles du 17e arrondissement de Paris, à la Porte de Clichy. 
Le site est situé à la station Porte de Clichy, desservie par les lignes de métro 13 et 14 et par la ligne 3b du tramway d'Île-de-France.

## Origine du nom
Le parvis tient son nom de Robert Badinter (1928-2024), homme politique, juriste et essayiste français.

## Historique
Le 11 mai 2017, la place est officiellement nommée « parvis du Tribunal-de-Paris » puisqu'elle fait office de parvis du nouveau tribunal de Paris et de la Maison de l'ordre des avocats dans la partie est de la Cité judiciaire.
La place est en 2018 en cours d'aménagement et partiellement accessible. 
Le 13 février 2025, la dénomination « parvis Robert-Badinter » est attribuée au « parvis du Tribunal-de-Paris ». Sa femme Élisabeth Badinter et les institutions judiciaires présentes autour du parvis ont validé cette dénomination,.

## Bâtiments remarquables et lieux de mémoire
- Cité judiciaire de Paris